# Палванов, Хапиз
Хапиз (Хафиз) Палванов — советский хозяйственный и государственный деятель, Герой Социалистического Труда.

## Биография
Родился в 1927 году в Узбекской ССР. Член КПСС
В 1943—1974 — колхозник, звеньевой, механизатор, бригадир бригады механизаторов хлопкоуборочных машин колхоза имени Ильича Мархаматского района Андижанской области Узбекской ССР.
В 1974—1991 — директор совхоза имени XXIV партсъезда Мархаматского района Андижанской области.
Указом Президиума Верховного Совета СССР от 8 апреля 1971 года присвоено звание Героя Социалистического Труда с вручением ордена Ленина и золотой медали «Серп и Молот».
В 1972 году добился рекордных результатов уборки хлопка в 900 тонн? обойдя мировой рекорд, поставленный в 1971 году на такой же машине механизатором Шаймарданом Кудратовым.
Делегат XXIV съезда КПСС.
Жил в Узбекистане.

## Награды и звания
- Герой Социалистического Труда (08.04.1971)
- Орден Ленина (08.04.1971)
- Орден Октябрьской Революции (04.03.1980)
- Орден Трудового Красного Знамени (14.02.1975)